# رافائل لیمز
رافائل لیمز (انگلیسی: Rafael Lesmes; ۹ نوامبر ۱۹۲۶ – ۸ اکتبر ۲۰۱۲) بازیکن فوتبال اهل اسپانیا بود.
از باشگاه‌هایی که در آن بازی کرده‌است می‌توان به باشگاه فوتبال مغرب تطوان، باشگاه فوتبال اتلتیکو مادرید، باشگاه فوتبال رئال مادرید، و باشگاه فوتبال رئال وایادولید اشاره کرد.
وی همچنین در تیم ملی فوتبال اسپانیا بازی کرده‌است.